# Cantone di Chalosse Tursan
Il Cantone di Chalosse Tursan è una divisione amministrativa dell'Arrondissement di Mont-de-Marsan.
È stato costituito a seguito della riforma approvata con decreto del 18 febbraio 2014, che ha avuto attuazione dopo le elezioni dipartimentali del 2015.

## Composizione
Comprende i 50 comuni di:
- Arboucave
- Aubagnan
- Audignon
- Aurice
- Banos
- Bas-Mauco
- Bats
- Castelnau-Tursan
- Castelner
- Cauna
- Cazalis
- Clèdes
- Coudures
- Dumes
- Eyres-Moncube
- Fargues
- Geaune
- Hagetmau
- Haut-Mauco
- Horsarrieu
- Labastide-Chalosse
- Lacajunte
- Lacrabe
- Lauret
- Mant
- Mauries
- Miramont-Sensacq
- Momuy
- Monget
- Monségur
- Montaut
- Montgaillard
- Montsoué
- Morganx
- Payros-Cazautets
- Pécorade
- Peyre
- Philondenx
- Pimbo
- Poudenx
- Puyol-Cazalet
- Saint-Cricq-Chalosse
- Saint-Sever
- Sainte-Colombe
- Samadet
- Sarraziet
- Serres-Gaston
- Serreslous-et-Arribans
- Sorbets
- Urgons